# Dvoreček (zámek)
Zámek Dvoreček (též Žloutkovský dvůr či Malý dvůr) stával ve městě Kostelec nad Orlicí.

## Historie
Zámek s přilehlým dvorem nechala kolem roku 1610 postavit Anna Kateřina Hrzánová z Harasova. Na výzdobě zámku se podílel italští umělci z Potštejna. Kvůli dluhům však roku 1629 musela panství Potštejn prodat Kašparu z Grambu a na Vamberku. V roce 1660 zde sídlil syn Anny Kateřiny, Ota Vilém z Ullersdorfu. V roce 1666 se novým majitelem stal Václav Záruba z Hustířan. V roce 1682 je Dvoreček uváděn jako obydlí myslivce, ovčáka a mušketýra. Posledními majiteli zámku byli Kinští. Roku 1893 jej poškodila vichřice a 1894 byl zbořen. Po první světové válce jej následoval také dvůr.
Zámek stával v místech sokolovny na severním obvodu historické části města. Portál (či jeho kopie) byl osazen do průčelí domu čp. 268 východně od sokolovny.

## Popis
Jednalo se o obdélnou jednopatrovou renesanční budovu s valbovou střechou v jihovýchodním nároží dvora. Jižní a východní fasádu zdobila figurální sgrafita. Vstup v jižním průčelí představoval manýristický portál s erby matky Anny Kateřiny a jejího druhého manžela a letopočtem 1610. Ukončen byl římsou.